# Eostaianus succini
Eostaianus
Genre
Espèce
Eostaianus succini, unique représentant du genre Eostaianus, est une espèce fossile d'araignées aranéomorphes de la famille des Sparassidae.

## Distribution
Cette espèce a été découverte dans de l'ambre de la mer Baltique. Elle date du Paléogène.

## Publication originale
- Petrunkevitch, 1950 : Baltic amber spiders in the Museum of Comparative Zoology. Bulletin of the Museum of Comparative Zoology, vol. 103, p. 257–337.